# Jakob Ichsell
Jakob Ichsell (senare Ixel), född 1722, död 30 mars 1788 i Stockholm, var en svensk politisk agent.
Ichsell studerade i Lund och Köpenhamn, där han i riksarkivet gjorde avskrifter ur skånska handlingar och 1752 sammanskrev Skånes höfdingaminne (manuskriptet i Engeströmska samlingarna på Kungliga biblioteket). 1753 blev han kunglig pagehovmästare och höll 1755 på riddarhuset ett tal om svenska statsförfattningens historia, vari vissa uttryck om "herregering" och liknande av hattarna ansågs förgripliga, vilket ledde till att Ichsell ställdes inför rätta och av Riksens ständers kommission 1756 dömdes till 4 års landsflykt. Han gick senare i preussisk tjänst, medverkade vid tryckningen av Anders Nordencrantz Swea rikes finanswerk. 1766-70 var Ichsell svensk agent i Hamburg.